# 攀援陵齿蕨
攀援陵齿蕨（学名：Lindsaea macraeana）为鳞始蕨科鳞始蕨属下的一个种。分布于台湾南部；琉球、夏威夷羣岛、南太平洋各岛和热带亚洲各地以及锡兰都。